# باغ برج (صوغان)
باغ برج (بالفارسية: باغ برج) هي قرية تقع في إيران في قسم صوغان الريفي. يقدر عدد سكانها بـ 239 نسمة بحسب إحصاء 2016.